# Махарша
Шмуэль Элиэзер Эйделс (Эдельс), также Самуил Элиезер бен-Иуда Эдельс, известен по аббревиатуре своего имени Махарша (1555, Краков — 1631, Острог (город) ) — талмудист, раввин, посек и духовный лидер еврейства Польши. Автор глоссов на Вавилонский Талмуд «Хидушей алахот» и «Хидушей агадот». Литургический поэт.

## Биография

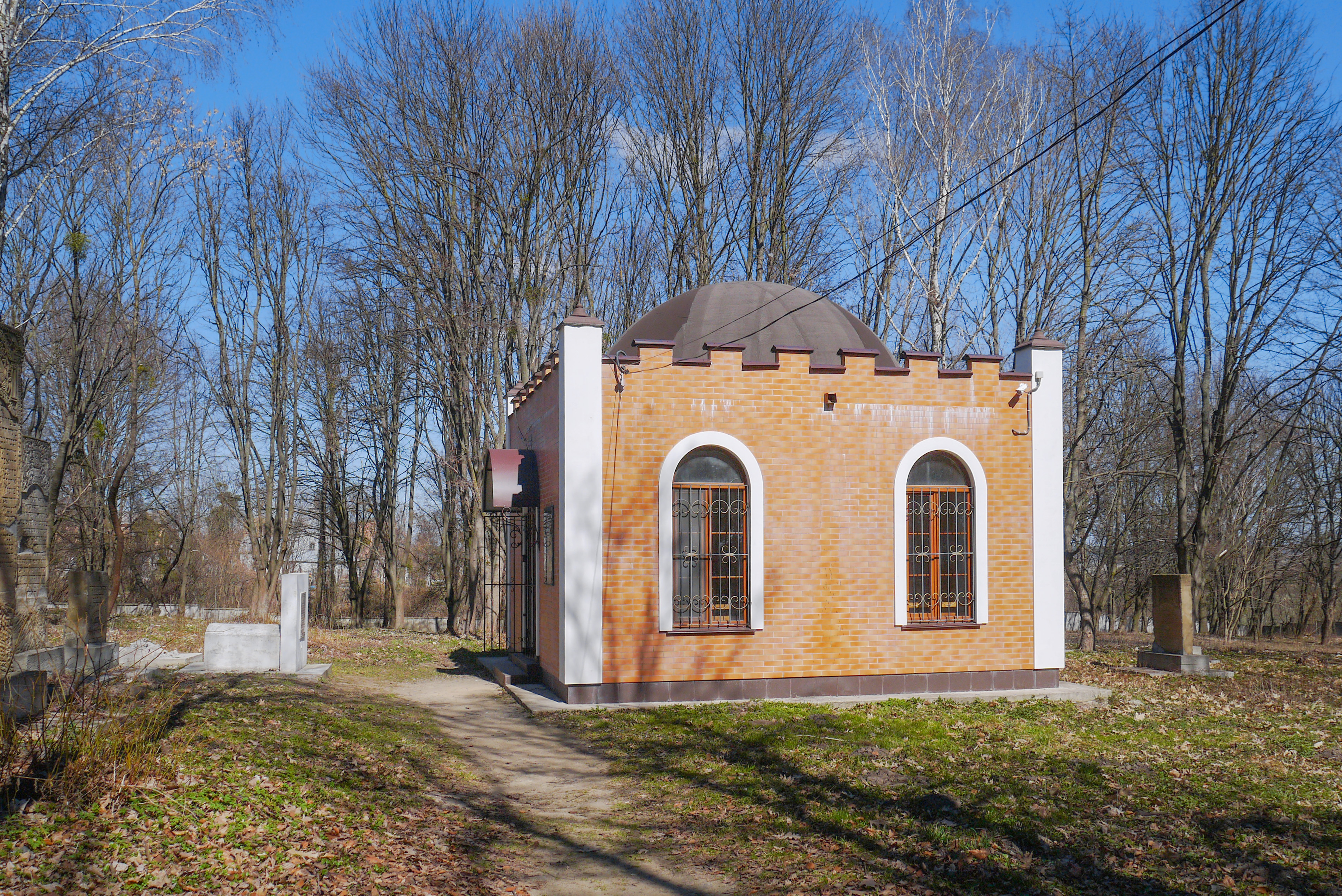
Могила Самуила Эдельса в Остроге

Родился в Кракове. Его отец Иуда (Йехуда) был мудрецом Торы из известной раввинской семьи, а мать, Гитл, была двоюродной сестрой Махараля из Праги. В раннем детстве начал выделяться среди других детей.
Долго отказывался жениться, ссылаясь на изучение Торы, но в конце концов принял предложение от дочери Эйдель Лифшиц, вдовы Моше Лифшица, раввина Бреста. После свадьбы Шмуэль Элиэзер переехал в Познань, где продолжил изучать Тору и со временем там создал иешиву под покровительством своей тёщи и на её содержание. В раввинскую школу к Эйделсу стекались ученики и талмудисты со всех концов Польши и Литвы. Все ученики содержались на средства семьи Эйделса. Весть ο подвижнической жизни и высоких душевных качествах Эйделса распространилась по всему еврейству того времени.
После смерти тёщи в 1608 году принял предложение занять должность раввина польского Хелма (до 1614), а затем галицийского Острога, где оставался до конца жизни. Был активным деятелем Ваада четырёх земель (1590) и в рамках этой деятельности издал много постановлений.

## Семья и известные потомки
- Леви Ицхак из Бердичева[источник не указан 1364 дня] (1740—1810)
- Шмуэль Аврахам Альтер из Староконстантинова[источник не указан 1364 дня]
- С. М. Блехман (1918—1982) — советский инженер и филателист[источник не указан 1364 дня].